# Igreja Evangélica Presbiteriana de Portugal
A Igreja Evangélica Presbiteriana de Portugal (IEPP) é uma denominação protestante reformada, organizada a partir dos do trabalho missionário do médico escocês Robert Kalley. Entre 1838-1846, o missionário trabalhou na Madeira, e a partir de 1866 no continente, onde o pastor escocês Robert Stewart começa a pregar aos portugueses. A comunidade presbiteriana de Lisboa foi posteriormente organizada pelo Pastor António de Matos (anteriormente convertido a partir do trabalho de Matos), que chegou ao país em 1870 depois de estudara teologia na Escócia, onde fora ordenado.

## História
Ao longo dos séculos XIX e XX surgem diversas comunidades presbiterianas na Madeira, Açores e Portugal continental. Em 1926, estas comunidades organizaram um presbitério. Em 1944, foi concretizada a união entre as igrejas presbiterianas da Madeira, Açores e continente, surgindo assim a Igreja Evangélica Presbiteriana de Portugal (IEPP). Todavia, os estatutos só foram depositados no Governo Civil de Lisboa em 1947.
Em 1946 foi criado o Seminário Evangélico de Teologia, então em Carcavelos. Posteriormente foi deslocado para Lisboa, em 1970.
Entre 1946-1952, sob a liderança de Michel P. Testa, a maioria das comunidades congregacionais portuguesas decidiu por seu unir a IEPP. Tal união ocorreu posteriormente em outros países. Em 31 de outubro de 1952 foi reunido o primeiro Sínodo da IEPP.
Na década de 60 do século XX, a IEPP foi precursora do ecumenismo em Portugal, tendo criado em 1967, na Figueira da Foz, o Centro Ecuménico Reconciliação.

## Demografia
Em 2021, a denominação era formada por 21 paróquias servidas por 7 pastores e 6 pastoras.

## Relações intereclesiásticas
A nível nacional é membro do Conselho Português de Igrejas Cristãs, que fundou em 1971.
A IEPP é membro: do Conselho Mundial de Igrejas (também conhecido por Conselho Ecuménico das Igrejas) desde 1964, da Comunhão Mundial das Igrejas Reformadas (CMIR), da Conferência das Igrejas Europeias (KEK), da Conferencia das Igrejas dos Países Latinos da Europa (CEPPLE) e possui, desde 2016, parceria oficial com a Igreja Presbiteriana Unida do Brasil para atuação de pastores brasileiros em Portugal.

## Publicações
A IEPP publica, em conjunto com a Igreja Evangélica Metodista Portuguesa, a revista Portugal Evangélico, a mais antiga publicação evangélica portuguesa em circulação.

## Figuras relevantes
- Eduardo Moreira;
- Mota Sobrinho (missionário da Igreja Presbiteriana do Brasil);
- Luis Pascoal Pitta (missionário da Igreja Presbiteriana do Brasil);
- Michel Testa (missionário da Igreja Presbiteriana dos Estados Unidos);
- Joaquim Rosa Baptista;
- Américo Baptista;
- José Manuel Leite
- Augusto de Almeida Esperança;
- João Severino Neto
- Mário Neves
- António José Dimas Almeida;
- José da Silveira Salvador;
- Rui Antonino Rodrigues;
- Manuel Pedro Cardoso
- David Valente;
- Andreas Ding;